# Gryfów Śląski (gromada)
Gryfów Śląski (do 30 VI 1968 Ubocze) – dawna gromada, czyli najmniejsza jednostka podziału terytorialnego Polskiej Rzeczypospolitej Ludowej w latach 1954–1972.
Gromady, z gromadzkimi radami narodowymi (GRN) jako organami władzy najniższego stopnia na wsi, funkcjonowały od reformy reorganizującej administrację wiejską przeprowadzonej jesienią 1954 do momentu ich zniesienia z dniem 1 stycznia 1973, tym samym wypierając organizację gminną w latach 1954–1972.
Gromadę Gryfów Śląski z siedzibą GRN w mieście Gryfowie Śląskim (nie wchodzącym w skład gromady) utworzono 1 lipca 1968 w powiecie lwóweckim w woj. wrocławskim w związku ze zmianą nazwy gromady Ubocze (z siedzibą w Gryfowie Śląskim) na gromada Gryfów Śląski. Dla gromady ustalono 25 członków gromadzkiej rady narodowej.
Gromada przetrwała do końca 1972 roku, czyli do kolejnej reformy gminnej. 1 stycznia 1973 powiecie lwóweckim utworzono gminę Gryfów Śląski.